# U.S. Route 80
La U.S. Route 80 è una strada statunitense a carattere nazionale che corre da est ad ovest. La cifra "0" nel numero della strada indica che originariamente andava dall'oceano Atlantico all'oceano Pacifico. In seguito l'intero segmento ad ovest di Dallas è stato decommissionato in favore di altre autostrade.
Oggi il termine orientale della strada è a Tybee Island (GA), sull'oceano Atlantico; il suo termine orientale è al confine tra Dallas e Mesquite, in Texas, all'intersezione coll'Interstate 30.